# Hội chợ anime
Hội chợ anime là một sự kiện hoặc một cuộc hội họp với trọng tâm chính về anime, manga và văn hóa Nhật Bản. Thông thường, các hội chợ anime là các sự kiện kéo dài trong nhiều ngày tại các trung tâm hội nghị, khách sạn hoặc khuôn viên các trường đại học. Họ có rất nhiều hoạt động đa dạng và các hội đồng tham luận, với số lượng người tham dự quan tâm tới cosplay lớn hơn bất kỳ loại hình hội chợ dành cho người hâm mộ khác. Các hội chợ anime cũng được sử dụng như một phương tiện cho ngành công nghiệp, trong đó các xưởng phim, nhà phân phối, nhà xuất bản đại diện cho việc phát hành các anime liên quan của họ.

## Lịch sử
Các hội chợ anime có lịch sử tồn tại lâu dài và nhiều biến đổi trên thế giới. Hội chợ Comiket ban đầu dựa trên hầu hết các ấn phẩm manga do những người hâm mộ tự xuất bản với tên gọi dōjinshi, bắt đầu từ năm 1975 với 700 người tại Tokyo tham gia. Trong những năm gần đây, Comiket đã thu hút hơn một nửa triệu người tham gia. Các hội chợ anime Nhật Bản nhận được nhiều tài trợ từ các xưởng phim và các công ty xuất bản, đồng thời cũng được sử dụng làm nơi giới thiệu các ấn phẩm mới sắp phát hành. Bên ngoài thị trường Nhật Bản, các ủy viên hội chợ tại các sự kiện như AnimeJapan đã cố gắng tiếp cận tới otaku manga ở nước ngoài. Các hội chợ anime đã bắt đầu xuất hiện tại Hoa Kỳ vào những năm đầu 1980. Hội chợ Project A-Kon đầu tiên đã bắt đầu vào năm 1990, và được coi như là hội chợ anime đầu tiên tại Hoa Kỳ, nhưng nó vấp phải nhiều tranh cãi. Cũng có xác nhận cho rằng YamatoCon, một hội chợ "tận tâm với hoạt hình Nhật Bản" được tổ chức lần đầu tiên vào năm 1983 tại Dallas ở Texas. Kể từ sau đó, nhiều hội chợ anime đã xuất hiện ở các bang thuộc Hoa Kỳ. Kể từ hội chợ anime đầu tiên thu hút được vài trăm người, các hội chợ anime đã bùng nổ trong văn hóa đại chúng. AnimeCon đã được tổ chức tại San Jose, California vào năm 1991 nổi tiếng vì là hội chợ anime đầu tiên phá vỡ mốc 1000 người tham gia. Nó cũng là hội chợ đầu tiên nhận được sự hỗ trợ từ các xưởng phim Nhật Bản và Mỹ. Anime Expo đã được tổ chức tại California từ năm 1992 là hội chợ anime lớn nhất ở Bắc Mỹ và thu hút tới 90.500 người tham gia vào năm 2015. Các hội chợ anime được tổ chức tại các nơi khác, như tại Châu Âu bắt đầu nở rộ từ giữa những năm 1990. AUKcon là hội chợ anime diễn ra trong một ngày, được tổ chức tại Luân Đôn thuộc Vương quốc Liên hiệp Anh và Bắc Ireland năm 1994, do McCarthy Helen tổ chức. Salón del Manga de Barcelona lần đầu được tổ chức tại Barcelona thuộc Tây Ban Nha vào năm 1995 là một trong những hội chợ Châu Âu lớn nhất. Japan Expo tại Paris là hội chợ lớn nhất tại Châu Âu và trên thế giới, nằm bên ngoài Nhật Bản. Các hội chợ anime sau đó lan nhanh sang Úc vào cuối những năm 1990 với Manifest, được tổ chức lần đầu vào năm 1998.

## Khách mời

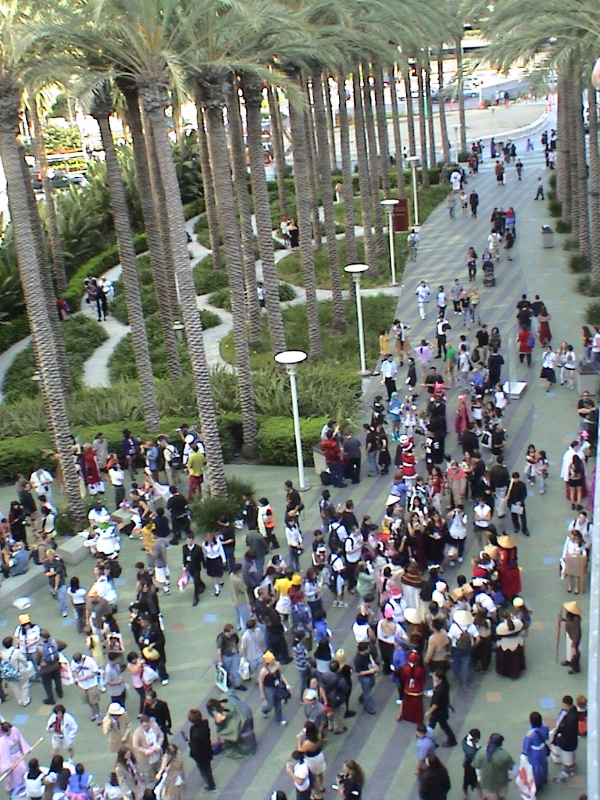
Bên ngoài đại sảnh hội chợ Anime Expo 2004.

Các hội chợ anime thường nổi bật với một danh sách khách mời như là một phần quan trọng. Một khách mời có thể là một nhân vật trong ngành công nghiệp, ví dụ như đạo diễn Kanbe Hiroyuki, tác giả Fushimi Tsukasa, Miki Kazuma đến từ ASCII Media Works. Tại Otakon năm 2013, họ đã lần đầu tiên cho chiếu ba tập cuối của bộ phim Oreimo ở mùa thứ hai. Các khách mời cũng có thể bao gồm các nghệ sĩ và người biểu diễn, ví dụ như họa sĩ Takahashi Kazuki của Yu-Gi-Oh!. Một hội chợ anime tạo cơ hội giúp tương tác với những cá nhân mà có thể sẽ không có được bên ngoài sự kiện.

## Sự kiện
Các hội chợ anime thường có các hội đồng tham luận với những cuộc thảo luận kết thúc mở, liên quan đến một số chủ đề được xác định trước, ít nhất có liên quan đến anime. Hội đồng tham luận thường gồm hai phần: người tổ chức đứng ra trình bày hoặc sắp xếp một cuộc phỏng vấn với một khách mời, sau đó những người hâm mộ được đặt các câu hỏi. Phạm vi chủ đề dành cho hội đồng tham luận rất đa dạng và có thể bao gồm nhiều thứ từ manga cho đến các thông báo sắp tới của ngành công nghiệp. Ngoài ra, còn có các khóa học chủ đề giống với hội đồng tham luận, nhưng có nhiều thiết bị nhằm hướng đến nhiều chỉ dẫn hơn thông qua một phần công việc chuyên biệt hoặc đặc thù như cách vẽ manga, làm hoạt họa máy tính, cách để trở thành diễn viên lồng tiếng. Một sự kiện khác tại hầu hết các hội chợ anime là trình chiếu các chương trình anime đang phát sóng hiện tại mà có thể kéo dài cả ngày.
Các hội chợ anime cũng bao gồm các cuộc thi với nội dung có thể tập trung xoay quanh trang phục (hoặc cosplay), tác phẩm nghệ thuật (vẽ, điêu khắc, hội họa), video âm nhạc liên quan đến anime, video game, trò chơi xúc xắc, trò chơi thẻ sưu tập và rất nhiều hoạt động khác. Trong một số trường hợp, các giải thưởng hữu hình đã được trao tặng như là phần tiền chiến thắng trong các cuộc thi đó. Một phòng triển lãm hoặc các gian hàng kinh doanh thường rất phổ biến tại các hội chợ anime. Các công ty xuất bản, nhà phân phối và những người sở hữu tư nhân khác cũng có thể đến trưng bày hoặc bán những sản phẩm mới nhất của họ cho người hâm mộ. Các hàng hóa có thể bao gồm tiểu thuyết hình ảnh, manga, anime đa phương tiện, mô hình nhân vật hành động, trang phục hoàn thiện hoặc còn thô, đĩa CD nhạc, phần mềm, đồ trang trí, đồ chơi, artbook, đồ ăn đặc biệt và nhiều điều khác.
Ngoài ra, cũng có các chương trình nghệ thuật tại hội chợ anime. Những chương trình này giống với các chương trình tại bảo tàng truyền thống hoặc phòng triển lãm. Tác phẩm nghệ thuật thuộc mọi thể loại được trưng bày để người xem đánh giá, trong một số trường hợp được đặt mua hoặc đấu giá. Lối vào thường bị giới hạn bởi không gian có sẵn và phải đăng kí trước với hội chợ. Các nghệ sĩ có thể được quyền lựa chọn xuất hiện, thảo luận hoặc trao lại ủy quyền trong một biến thể trong một chương trình nghệ thuật với tên gọi "Ngõ hẻm của nghệ sĩ" (Artists' Alley). Các nghệ sĩ có thể bao gồm lĩnh vực hàng thủ công, nghệ thuật vẽ, video hoặc sách tự xuất bản, tạp chí tự làm cùng nhiều thứ khác.